# مطار الملك فهد الدولي
مطار الملك فهد الدولي (إياتا: DMM، إيكاو: OEDF) هو المطار الرئيسي للمنطقة الشرقية بالسعودية في  الدمام، افتتح في 15 شعبان 1420 هـ الموافق 28 نوفمبر 1999، يبعد عن المدينة حوالي 20 كيلومتر في الاتجاه الشمالي الغربي، تبلغ مساحة أرض المطار حوالي 771.24 كم² في منطقة تتوسـط المجـمعات العمرانية والتي تمتد بمسافة 120 كيلو متراً بين مدينتي الظهران جنوباً، ومدينة الجبيل الصناعية شمالاً.
ويتميز موقع هذا المطار بأنه يربط كافة التجمعات العمرانية بالمنطقة الشرقية بطريقين أساسيين أحدهما يحد الموقع من الشرق وهو طريق أبو حدرية السريع كما تشغل شركة الزيت العربية أرامكو السعودية مساحة 250 كيلو متراً مربعاً جنوب الموقع لأعمال التنقيـب ونقل البترول، وتُشغل منشآت المطار حوالي 43 كيلو متراً مربعاً بنسبة 5,6% من مجموع المساحة الكلية.
كما يحتل مطار الملك فهد الدولي، الريادة في مجال حيوي من أنشطة المطارات العالمية كأول مطار دولي من مجمل المطارات الدولية في المملكة العربية السعودية يتبنى مفهوم الأسواق الحرة ليسهم في دعم النمو الاقتصادي والنشاط السياحي والتجاري في المنطقة وتحقيق المزيد من الإيرادات للمنطقة، حصل المطار على المركز الثاني ضمن فئة أفضل المطارات المتوسطة على مستوى العالم في الالتزام بمواعيد الإقلاع والوصول في عام 2018.

## تاريخ المطار
بدأ التصميم في عام 1976. تم إنشاء المخطط الرئيسي للموقع من قبل شركة الهندسة المعمارية Yamasaki & Associates و Boeing Aerosystems International ، وانتهت في عام 1977. بدأ البناء في عام 1983، وافتتح المطار للعمليات التجارية في 28 نوفمبر 1999.

## الموقع
يقع المطار في المنطقة الشرقية من المملكة، بين الدمام والقطيف على بعد حوالى 20 كم (12 ميل) من الدمام. يوفر موقع هذا المطار دورًا فريدًا من حيث أنه يستضيف أقصر رحلة طيران دولية إلى البحرين بالإضافة إلى تشغيل أطول رحلة داخلية للمملكة العربية السعودية بين الدمام وتبوك. يرتبط المطار بالمناطق السكنية بواسطة طريقين رئيسيين. المخرج الشمالي، الذي كان الرابط الوحيد بين المطار والقطيف كطريق سريع مكون من أربعة مسارات. المخرج الجنوبي يربط المطار بالدمام كطريق سريع مكون من 6 مسارات إلى طريق الملك فهد الذي يعتبر الآن الطريق الرئيسي المؤدي إلى المطار. يعد طريق أبو حدرية السريع بمثابة الحدود الشرقية للمطار في حين أن طريق الدمام-الرياض السريع هو بمثابة الحدود الجنوبية. على الحدود الجنوبية للمطار، تحتل أرامكو السعودية مساحة 250 كم 2 (97 ميل مربع)، والتي تستخدم في الحفر والتنقيب عن النفط.

## صالات المطار

### مجمع صالات الركاب
يمثل مجمع صـالة المسـافرين النقطة المحـورية لمنشآت المطار صمم وفق رؤية هندسية مستقبلية ليشتمل على المرافق التجارية التي تستخدم من قبل الخطوط الجوية العربية السعودية وشركات الطيران العالمية.
وتتألف صالة المسافرين من ستة طوابق حيث تتم إجراءات المسافرين في ثلاثة منها هي الطابق الثالث (طابق القدوم) والطابق السادس (طابق المغادرة) والطابق الرابع (طابق صعود الطائرة).
وهناك طابقان جزئيان هما طابق شرفة الخدمة وطابق الشرفة، وتبلغ المساحة الإجمالية لمرفق الصالة حوالي 327000 م2 تم بناء حوالي 247500 مـ2 منها في المرحلة الأولى، إضافة إلى 11 جسراً ثابتاً لإركاب المسافرين بطاقة 15 بوابة من أصل 31 جسراً ثابتاً سيتم استكمال إنشاءها في مرحلة لاحقة، وقد تم تزويد كل بوابة من البوابات بنظام الوقوف الآلي لجميع الطائرات المدنية مع تزويد جميع مواقع الطائرات والبوابات بأجهزة التكييف، وتزويد جميع البوابات بأنابيب تحت الأرض لتزويد الطائرات بالوقود في الصالات. وقد جهزت الصالة بالعديد من الكاونترات خصص 66 منها للخطوط السعودية و44 لشركات الطيران الأجنبية والبعض الآخر لخدمات الجمارك والجوازات.
وقد خصصت في إحدى زوايا الصالة مساحة تتوافر فيها المقاعد والطاولات تتيح للمسافر القادم أو المغادر الاستمتاع بالراحة في حالة اضطراره للبقاء في المطار بانتظار موعد رحلته القادمة، ومتابعة سفره، حيث بإمكانه أن يقوم بمراجعة أوراقه الخاصة بالسفر وتسجيل ملاحظاته في جو هادئ.

### أكبر مطار في العالم من حيث المساحة

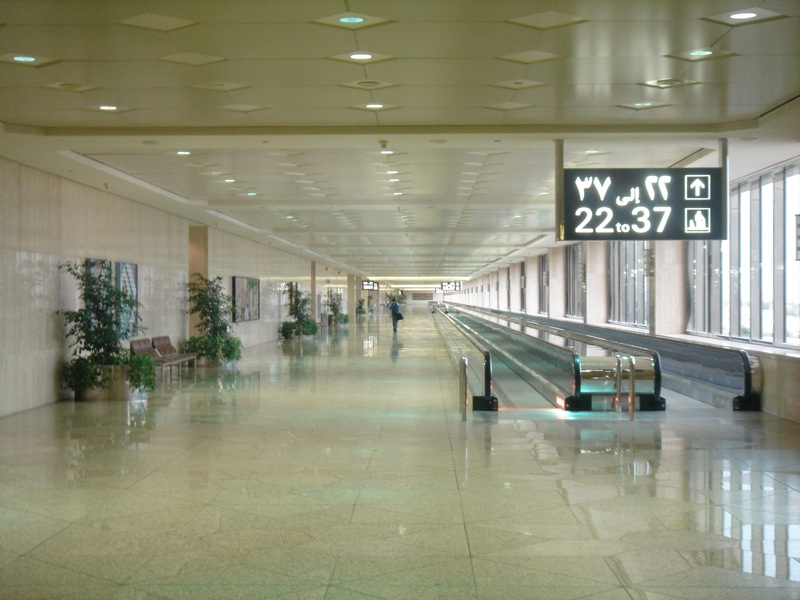
منظر من داخل صالة الركاب

تذكر عدة مصادر، مثل كتاب غينيس للارقام القياسية العالمية أن هذا المطار هو الأكبر في العالم، بمساحة إجمالية تبلغ 780 كيلومتر مربع (أكبر من البحرين). ومع ذلك، فإن الموقع الرسمي ينشر منطقة مطار مستعملة فعلية تبلغ 36,75 كيلومترًا مربعًا.

### الخدمات والمرافق

#### المسجد
شيد المسجد فوق مسطح موقف السيارات وسط حدائق تبلغ مساحتها 46,200 م2 وقد تم تصميمه بأسلوب معماري يجمع بين الحداثة في التخطيط والبناء والطراز الإسلامي العريق الذي تجسده الأقواس والقبة والزخارف والنقوش التراثية على الأبواب والمحراب والمنبر. ويمكن الوصول إلى المسجد من صالة المسافرين بيسر وسهولة عبر جسرين مغلقين ومكيفين مزودين بسيور متحركة إضافة إلى جسر ثالث مكشوف ويتسع هذا المسجد لألفي مصلٍ.

#### محلات وخدمات
كان مطار الملك فهد الدولي الأول من بين المطارات الدولية في المملكة العربية السعودية التي تعتمد المتاجر المعفاة من الرسوم الجمركية. بالإضافة إلى المساحات المخصصة للمحلات المعفاة من الرسوم الجمركية، هذا التمييز لا معنى له إلى حد كبير، حيث أن المملكة ليس لديها أي مبيعات أو رسوم استيراد على أي منتجات. فهي تعتبر كجزء من مشروع تسويقي أكبر يدعى «الدائرة الذهبية». يحتوي المطار على منطقة منفصلة للمحلات المتخصصة في بيع الهدايا وجميع السلع المتعلقة بالركاب. تشمل هذه المنطقة المطاعم والكافيتريات والبنوك، بما في ذلك العاب الأطفال الداخلية ووكالات السفر.

#### مطاعم ومقاهي
أفتتح مؤخرا بمطار الملك فهد مجموعة من المطاعم ومقاهي الكوفي شوب لتوفر خيارا أمام المسافرين الذين ينتظرون موعد رحلاتهم والمودعين والمستقبلين الذين ينتظرون وصول اقاربهم ومحبيهم، ومن بين تلك المقاهي والمطاعم (كريسبي كريم، كوستا كوفي، ستاربكس، سينابون، تيم هورتنز، ماك كافيه، بريوش دوري) وكذلك (مطعم سبارو الإيطالي، مطعم صب واي، جدر وملاس، ماكدونالدز، بابا جونز، دجاج كنتاكي، البيك)

#### الفندق
تحت الإنشاء حاليا فندق هيلتون مكون من 250 غرفة من المتوقع أن يتم افتتاحه في أواخر عام 2018 أو أوائل عام 2019. وسيتم ربط الفندق بمحطة المطار بجسر للمشاة لتسهيل الوصول إليه.

### الصالة الملكية
تم تخصيص الصالة الملكية للعائلة المالكة والموظفين الحكوميين والضيوف الرسميين. تم بناء الصالة على مساحة 16400 متر مربع (177,000 قدم مربع) ولها أربعة جسور تربطها بالطائرات. وهو مؤثث ومزين بشكل فاخر، ويشمل مساحات خارجية وأراضي ذات مناظر طبيعية.

## شركات الطيران والوجهات

### خطوط ووجهات المسافرين
| الخطوط                            | الوجهة |
| --------------------------------- | --- |
| العربية للطيران                   | الشارقة |
| العربية للطيران مصر               | الإسكندرية |
| العربية للطيران الأردن            | عمان |
| إيربلو                            | لاهور |
| طيران الهند                       | دلهي |
| طيران الهند إكسبريس               | كوتشي، كاليكوت، مانغلور |
| خطوط بيمان بنغلاديش الجوية        | دكا |
| مصر للطيران                       | الإسكندرية |
| طيران الإمارات                    | دبي |
| الخطوط الجوية الإثيوبية           | أديس أبابا |
| الاتحاد للطيران                   | أبوظبي |
| طيران أديل                        | جدة |
| فلاي دبي                          | دبي |
| طيران ناس                         | أبها، أبوظبي، الباحة، جدة، الخرطوم، لاهور، المدينة، الرياض، الطائف، ينبع، القصيم، حائل، تبوك                                                                     |
| طيران الخليج                      | البحرين |
| الطيران الجورجي                   | تبليسي |
| خطوط الهمالايا                    | كاتماندو |
| جيت للطيران                       | دلهي، حيدر آباد، كوتشي، كاليكوت، مومباي، ثيروفانانثابورام |
| الخطوط الجوية الملكية الهولندية   | أمستردام، مسقط |
| الخطوط الجوية الكويتية            | الكويت |
| لوفتهانزا                         | فرانكفورت |
| طيران الشرق الأوسط                | بيروت |
| الطيران العماني                   | مسقط |
| الخطوط الجوية الدولية الباكستانية | إسلام آباد، كراتشي، لاهور، سيالكوت |
| الخطوط الجوية الفلبينية           | مانيلا |
| الخطوط الجوية القطرية             | الدوحة |
| ريجنت للطيران                     | دكا |
| الملكية الأردنية                  | عمان |
| الخطوط السعودية                   | أبها، الباحة، بيشة، القاهرة، دكا، دبي، القصيم، حائل، إسلام آباد، إسطنبول، جدة، جازان، كراتشي، كوتشي، مانيلا، المدينة، نجران (متوقفة), الرياض، تبوك، الطائف، طريف |
| طيران السعودية الخليجية           | جدة، الرياض، أبها |
| شاهين للطيران                     | إسلام آباد، لاهور |
| الخطوط الجوية السريلانكية         | كولمبو |
| الخطوط الجوية التركية             | إسطنبول، طرابزون (موسمية) |

### خطوط ووجهات الشحن
| الخطوط                 | الوجهة |
| ---------------------- | --- |
| الخطوط الجوية الفرنسية | دبي، هونغ كونغ، مومباي |
| غارودا إندونيسيا       | جاكرتا |
| كارغولوكس              | هونغ كونغ، لوكسمبورغ |
| الإمارات للشحن الجوي   | دبي |
| الاتحاد للطيران        | أبوظبي |
| لوفتهانزا للشحن        | فرانكفورت، الشارقة |
| الخطوط السعودية        | أمستردام، بروكسل، دكا، فرانكفورت، هونغ كونغ، هو تشي منه، هيوستن، جدة، مانيلا، ميلانو، نيويورك، الرياض، ثيروفانانثابورام، كوتشي، فيينا |

## البنية التحتية

### المدرجات
يحتوي المطار على مدرجين متوازيين يبلغ طول كل منهما 4000 متر (13123 قدم)، بالإضافة إلى ممرات موازية وممر عبور لتوصيل المدرجين. تفصل مسافة 2,146 م (7,041 قدم) بين المدرجين لتسهيل عمليات الإقلاع والهبوط المتزامنة. لمزيد من الراحة وأقصر مدة للاتجاه إلى المدرج، يستخدم المدرج الشرقي عادة من شركة أرامكو السعودية في حين تستخدم الخطوط الجوية التجارية المنطقة الغربية. لكن الوضع يتغير إذا كان أحد المدرج يخضع للصيانة. تم وضع مساحة فضاء جانبا لبناء مدرج موازي ثالث.
| Aspect                  | Details                                |
| ----------------------- | -------------------------------------- |
| المدرجات                | 2                                      |
| طول المدرجات            | 4,000 م (13,123 قدم)                   |
| عرض المدرجات            | 60 م (197 قدم)                         |
| اكتاف المدرج            | 7.5 م (25 قدم) x 2                     |
| منصات المدرج المعبدة    | 120 م (394 قدم) x 2                    |
| عرض الممرات             | 23 م (75 قدم)                          |
| اكتاف الممرات           | 11 م (36 قدم) x 2                      |
| عرض ممرات التقاطع       | 30 م (98 قدم)                          |
| عرض اكتاف ممرات التقاطع | 12 م (39 قدم) x 2                      |
| مواقف الطائرات الكبيرة  | 12 + 8 royal terminal                  |
| مواقف الطائرات المتوسطة | 5                                      |
| مواقف الطائرات الصغيرة  | 7                                      |
| مواقف طائرات الشحن      | 3 (كبيرة)                              |
| مواقف الطيران العام     | 14                                     |
| مهابط الهليكوبتر        | 2 (1 مهبط عام + 1 مهبط للصالة الملكية) |

تم تصنيف المطار على أنه رمز E من قبل منظمة الطيران المدني الدولي (إيكاو) مما يجعله مصممًا لاستيعاب الطائرات الكبيرة مثل بوينغ 747-400 وايرباص A340-600. على الرغم من أنه قد يكون من الممكن عمليًا استخدام طائرة A380 في المطار، فإنه لا يُنصح بها فهي تتطلب أن يكون المطار مصنف برمز F. فقط المدرج في مطار الدمام يفي بمتطلبات رمز F, اما الممرات والبوابات لاتفي بذلك. في مايو 2009، هبطت طائرة أنتونوف 225 أكبر طائرة في العالم في مطار الدمام من أوكرانيا أثناء نقل المعدات المستخدمة للتنقيب عن النفط لصالح شلمبرجير.
هناك طريق لمعدات الدعم الأرضي يمتد على طول الجانب الغربي من المحطة المركزية. وهي مصممة للسماح للدعم بالوصول إلى الطائرات وكذلك لتسهيل حركة مركبات الأمتعة من الطائرات إلى مناطق الأمتعة.

### الشحن
تم بناء مبنى الشحن الجوي المكون من طابقين على مساحة 39500 م 2 (425,000 قدم مربع)، ويبلغ سعته 94,000 طناً (93,000 طناً طويلة؛ 104,000 طن قصير) من البضائع الواردة والصادرة. يسمح تصميم المبنى بتحويل نظام التشغيل إلى نظام أوتوماتيكي بالكامل مجهز بأرفف متعددة المستويات ونظام تكديس حاويات. عندما تصبح منشأة الشحن الجوي أوتوماتيكية بالكامل، ستزداد سعتها إلى 176,000 طن (173,000 طن طويل؛ 194,000 طن قصير) سنوياً.

#### قرية الشحن
لتعزيز خدمات الشحن الجوي، بدأ المطار ببناء مرفق قرية البضائع متعدد النماذج الجديد في عام 2012 والذي استمر لمدة عامين. افتتحت القرية في 6 أبريل 2015 وكانت مساحة المنطقة أكثر من 500,000 متر مربع (5,400,000 قدم مربع). توفر القرية سهولة في الشحن وخدمات الشحن، وتعمل كمركز لشركات عالمية، وتخدم مباشرة المنطقة الشرقية وبقية المملكة. توفر القرية وصولاً مباشراً إلى المملكة العربية السعودية وتلغي الحاجة إلى الشحن عبر الدول المجاورة.
حالياً، تعمل كل من دي إتش إل إكسبريس وناقل وسمسا اكسيبريس وتي ان تي اكسيبريس ويو بي إس
```
كمشغلين رئيسيين، وستتوافر سعة إضافية وستساعد شركات الطيران والشركات العاملة داخل المملكة وخارجها.
```

### برج المراقبة الجوية
يبلغ برج المراقبة 85.5 م (281 قدم)، وهو ما يعادل ارتفاع مبنى مكون من 30 طابقًا. يسمح الارتفاع برؤية جميع أجزاء منطقة عمليات المطار. تبلغ مساحته الكلية 7,960 م 2 (85,700 قدم مربع)، ويحتوي على الأقسام الثلاثة الرئيسية التالية:
- طابق التحكم في الحركة الجوية
- مشرف الطابق الأول، الذي يستوعب معدات الدعم للتحكم في حركة المرور والاتصال.
- مشرف الطابق الثان، المخصصة للمطبخ ودورات المياة.

### مواقف السيارات
تبلغ المساحة الإجمالية لمواقف السيارات 176752 متر مربع (1,902,540 قدم مربع) موزعة على ثلاثة طوابق جميعها مغطاة، وتتسع المواقف لعدد 4930 سيارة حيث يتم الدخول إلى المواقف من صالة الركاب عبر ممر يؤدي إلى الطابق الثاني للمواقف، كما يوجد مدخل مباشر من المواقف إلى صالة الركاب من الطابق الأول الواقع تحت طريق الوصول، ومخارج تؤدي إلى الطرق الرئيسية. وتتميز المواقف بتوفير ممرات سلسة وإشارات إرشادية للمشاة فضلاً عن مصاعد تربطها بشكل مباشر بساحة المسجد.

### مرافق أرامكو السعودية
يتم استخدام محطة الطيران العامة على الجانب الشرقي من مطار الدمام بشكل حصري من قبل أرامكو السعودية. بالإضافة إلى ذلك، يوفر أسطول متطور من ناقلات الوقود خدمات التزود بالوقود لجميع أنواع الطائرات التجارية. شركة أرامكو السعودية هي المسؤولة عن توفير الوقود والحفاظ على منشآت الوقود. وتشمل هذه الخزانات ستة خزانات كبيرة سعة كل منها 40.000 برميل، بالإضافة إلى معدات الضخ والمرشحات ومحطات التحميل وشبكة صمام التوزيع. تقوم أرامكو السعودية بتنظيم رحلات لموظفيها، والتي تبدأ من الدمام لتغطية كل من حرض، تناجيب، شيبة، حوطة سدير، الأحساء، خريص، الرياض، جدة، وينبع، بالإضافة إلى بعض محطات الضخ البعيدة، باستخدام بوينغ 737 وإمبراير ERJ- 170LR.

### المشتل والتنسيق النباتي
يمتلك مطار الملك فهد الدولي مشتل خاص به تبلغ مساحته الإجمالية 215,579 م 2 (2,320,470 قدم مربع) والتي تشمل ثلاثة بيوت زجاجية للزراعة و 36,400 متر مربع (392000 قدم مربع) من الحقول الخضراء. يزود المشتل حدائق المطار والمناطق المزروعة بالأشجار والنباتات.

## إحصائيات
في الوقت الحالي (2016)، يستخدم حوالي 9.7 مليون مسافر مطار الملك فهد الدولي سنويًا.
| السنة | إجمالي الركاب | % دولي | نمو الركاب | إجمالي الشحن (طن) | حركة الطائرات | نمو الحركة |
| ----- | ------------- | ------ | ---------- | ----------------- | ------------- | ---------- |
| 2001  | 2,542,000     | 41%    | ▲ 0.4%     | 55,088            | 23,312        | ▼ −2.5%    |
| 2002  | 2,578,000     | 39%    | ▲ 1.4%     | 53,029            | 23,281        | ▼ −0.1%    |
| 2003  | 2,613,000     | 40%    | ▲ 1.4%     | 48,634            | 23,308        | ▲ 0.1%     |
| 2004  | 2,782,000     | 41%    | ▲ 6.5%     | 48,065            | 23,778        | ▲ 2.0%     |
| 2005  | 3,013,000     | 40%    | ▲ 8.3%     | 49,633            | 24,457        | ▲ 2.9%     |
| 2006  | 3,341,000     | 43%    | ▲ 10.9%    | 59,610            | 29,162        | ▲ 19.2%    |
| 2007  | 4,092,000     | 41%    | ▲ 15.0%    | 67,427            | 48,653        | ▲ 34.6%    |
| 2008  | 4,165,000     | 47%    | ▲ 1.1%     | 97,596            | 50,926        | ▲ 3.9%     |
| 2009  | 4,422,000     | 48%    | ▲ 6.8%     | 83,652            | 51,166        | ▲ 0.7%     |
| 2010  | 4,835,000     | 52%    | ▲ 10.1%    | 83,426            | 56,156        | ▲ 10.8%    |
| 2011  | 5,531,000     | 56%    | ▲ 15.3%    | 82,832            | 62,060        | ▲ 11.9%    |
| 2012  | 6,422,000     | 56%    | ▲ 16.5%    | 103,421           | 67,390        | ▲ 9.6%     |
| 2013  | 7,311,000     | 55%    | ▲ 19.1%    | 121,655           | 72,897        | ▲ 9.3%     |
| 2014  | 8,248,000     | 54%    | ▲ 12.8%    | 115,830           | 79,284        | ▲ 9.8%     |
| 2015  | 9,407,000     | 53%    | ▲ 14.0%    | 95,321            | 84,803        | ▲ 7.8%     |
| 2016  | 9,690,000     | 53%    | ▲ 3.0%     | 138,870           | 90,134        | ▲ 6.3%     |
| 2017  | 10,034,000    | 48%    | ▲ 3.5%     | 124,277           | 91,981        | ▲ 2.0%     |
| 2018  | 10,434,000    | 47%    | ▲ 2.6%     | 129,030           | 92,654        | ▲ 0.7%     |
| 2019  | 11,168,000    | 43%    | ▲ 6.8%     | 77,128            | 94,784        | ▲ 1.8%     |
| 2020  | 4,238,000     | 36%    |            | 31,478            | 47,603        |            |
| 2021  | 5,972,000     | 36%    |            | 50,882            | 65,960        |            |

| المرتبة | المدينة                           | عدد الرحلات |
| ------- | --------------------------------- | ----------- |
| 1       | دبي، الإمارات العربية المتحدة     | 54          |
| 2       | القاهرة، مصر                      | 42          |
| 3       | الدوحة، قطر                       | متوقفة      |
| 4       | البحرين، البحرين                  | 30          |
| 5       | إسطنبول، تركيا                    | 24          |
| 6       | الشارقة، الإمارات العربية المتحدة | 23          |
| 7       | ابو ظبي، الإمارات العربية المتحدة | 21          |
| 8       | دلهي، الهند                       | 21          |
| 9       | مسقط، عمان                        | 16          |
| 10      | مومباي، الهند                     | 14          |

| المرتبة | المدينة | عدد الرحلات |
| ------- | ------- | ----------- |
| 1       | جدة     | 123         |
| 2       | الرياض  | 111         |
| 3       | ابها    | 27          |
| 3       | المدينة | 27          |
| 4       | جازان   | 16          |
| 5       | القصيم  | 11          |
| 6       | الطائف  | 10          |
| 7       | حائل    | 8           |
| 7       | تبوك    | 8           |
| 8       | ينبع    | 7           |
| 8       | الباحة  | 7           |
| 9       | بيشة    | 5           |
| 10      | طريف    | 2           |
| 11      | نجران   | 5           |

## النقل البري

### طرق
يرتبط المطار عبر طريق الملك فهد، الذي يعتبر الطريق الرئيسي إلى المطار وأطول طريق في حاضرة الدمام.

### الحافلات
تقدم سابتكو خدمة الحافلات من المطار إلى محطاتها الرئيسية في الدمام والخبر والجبيل.

### الأجرة
يقدم المطار عدة خيارات من قبل سيارات الأجرة المحلية وتاكسي لندن، وخدمة السائق الخاص وتتوفر أيضا خدمات اوبر وكريم من قبل تطبيقات الهاتف المحمول.

### القطار
في أغسطس 2016، أعلنت إدارة المطار أنها ستربط المطار بخط سكة حديد الدمام-الجبيل، والذي هو قيد الإنشاء حاليًا في مراحله الأخيرة.

## وصلات خارجية
مطار الملك فهد الدولي 